# 6-Pfünder-Feldkanone C/61 (Variante von 1867)
Die preußische 6-Pfünder-Feldkanone C/61 (offizielle Schreibweise: gezog. Gussstahl 6pfdr. mit Kolbenverschluss) in der Variante von 1867 war der Nachfolger der preußischen 6-Pfünder-Feldkanone C/64 (offizielle Schreibweise: gezog. Gussstahl 6pfdr. mit Kolbenverschluss abgeschmiedet für Keilverschluss). Nach der Umstellung auf das metrische System 1871 wurde sie als 9 cm Stahl-Kanone mit Kolbenverschluss bezeichnet. Sie war das Hauptgeschütz der Fuß- bzw. der fahrenden Batterien der preußischen Artillerie im Deutsch-Französischen Krieg 1870/71.

## Geschichte
Das Geschütz entstand 1867 als Nachfolger der 6-Pfünder-Feldkanone C/64. Grund war das Versagen einiger gussstählernen 4-Pfünder-Feldkanonen C/64, allerdings ohne irgendwelche im Material nachzuweisende Fehler. Dieser Umstand führte in Preußen zu heftigen Diskussionen über die Zuverlässigkeit des Gussstahls. Nachdem es der Firma Krupp, als Lieferant der entsprechenden Rohre aber gelungen war nachzuweisen, das der Fehler nicht im Material, sondern in der nicht materialgerechten Rohrkonstruktion der Artillerie-Prüfungs-Kommission zu suchen sei, wurde in Preußen eine neue Serie von 4- und 6-Pfünder-Feldkanonen konzipiert.
Ausgehend von der Tatsache, dass sich dieses Versagen lediglich bei den 4-Pfünder-Feldkanonen aufgetreten war, übernahm man in Preußen die Rohrkonstruktion der alten 6-Pfünder-Feldkanone C/61 unter Verwendung der neu entwickelten Lafetten und Protzen C/64 um diese zu einem Geschütz zu vereinen. Auch dieses Geschütz wurde im offiziellen Schriftverkehr als gezog. Gussstahl 6pfdr. mit Kolbenverschluss bezeichnet. Es ergab sich hieraus die Situation, dass es zwei unterschiedliche Ausführungen einer 6-Pfünder-Feldkanone mit Kolbenverschluss gab.
Nach dem Deutsch-Französischem Krieg 1870/71 wurde die gesamte Feldartillerie Preußens und der verbündeten Staaten ausgetauscht und durch das Feldartillerie-Material C/73 ersetzt.

## Technische Beschreibung
Das Geschütz besteht aus den Hauptteilen Rohr, Verschluss, Lafette und Protze.

### Rohr
Bei dem Rohr handelt es sich um die an und für sich bewährte Konstruktion von 1861. Das Rohr war hinten, ungefähr auf ein Drittel der Länge zylindrisch und verjüngte sich dann kegelförmig nach vorne. Es hatte hinten ein Bodenfriese und vorne eine Mundfriese, welche sich mit einer Hohlkehle an den Rohrkörper anschloss. An der Stelle, wo das Querloch für den Kolbenverschluss durch den Rohrkörper gebohrt war, hatte es auf jeder Seite einen zylindrischen Ansatz. Außerdem befanden sich an dem Rohrkörper auf jeder Seite als weiterer Ansatz die Schildzapfenscheiben mit den Schildzapfen. Der Durchmesser der Schildzapfe betrug 3,5 Zoll (ca. 91,5 mm). Als weitere Anbauten an dem Rohr waren vorhanden: auf der Bodenfläche das Scharnierstück für die Verschlusstür und an dem rechtsseitigen Ansatz für den Querzylinder eine Öse mit Kette und Sperrhaken. Das Zündloch, mit einem Durchmesser von 6,55 bis max. 10,45 mm, befand sich im Gegensatz zu der Ausführung C/61 in einem kupfernen Zündlochfutter. Es stand mit seiner Achse ca. 4,2 cm vor der Vorderkante des Verschlusskolbens im geschlossenen Zustand. Vorne auf der Mundfriese befand sich das Korn. Hinten auf dem Rohr befand sich vor dem Zündloch eine Abplattung für den Libellen-quadranten, die sogenannte Quadrantenebene, und in der Bodenfriese ein Visiereinschnitt, die sogenannte Kimme. Außerdem befand sich in der Bodenfriese eine weitere Abplattung mit einer aufgeschraubten Aufschubplatte zur Befestigung des neusilbernen Aufsatzes. Auf dem Rohr war der königliche Namenszug mit der Umschrift „Ultima ratio regis“ (Das letzte Mittel des Königs) und der preußische Adler mit Krone und der Umschrift „Pro Gloria et patria“ (Für Ruhm und Ehre) eingraviert. Das Zugsystem entsprach der Ausführung von 1861. Es bestand aus 18 Parallelzügen, Breite der Züge 1 cm, Tiefe der Züge 0,13 cm, Breite der Felder 0,5 cm. Die Dralllänge betrug 4,7 m.

### Verschluss
Der Verschluss, hier wieder der Wahrendorff’sche Kolbenverschluss, glich im Wesentlichen der Konstruktion von 1861, mit folgenden Änderungen:
1. Der Verschlusskolben hatte an seinem hinteren Ende statt des Gewindezapfens, auf welchen zwei Kontermuttern aufgeschraubt wurden, in der neueren Ausführung einen glatten Zapfen mit einem Durchgangsloch, in welches jetzt ein sogenannter Splintkeil eingesteckt wurde. Die Funktion der Kontermutter bzw. des Splintkeils bestand darin, dass ein unbeabsichtigtes Abschrauben der Kurbel verhindert wurde und mit Hilfe dieser Komponenten konnte die Einschublänge des Verschlusskolbens so eingestellt werden, dass beim Einschieben des Verschlusskolbens in das Rohr die Bohrungen für den Querkolben genau fluchtete. Während in der älteren Ausführung die Einstellung individuell vorgenommen werden konnte, konnte sie in der neueren Ausführung nicht mehr verändert werden. Sie wurde bei der Fertigung des Rohres bereits fest vorgegeben.
2. Die Kurbel hatte jetzt am Ende eines Armes eine Kugel, welche sich bei fest angezogenem Verschluss rechts etwas unterhalb der Mitte befinden musste. Damit dieser Zustand erreicht wurde, wurde zwischen Verschlusstür und Kurbel eine genau passende Lederscheibe eingelegt. Zur Liderung wurden bei dieser Variante auch wieder die Pressspanböden verwendet.[6]

### Lafette
Als Lafette wurde jetzt das Material C/64 verwendet. Mit der Entwicklung der 4-Pfünder-Feldkanone C/64 wurden auch neue Lafetten und Protzen konstruiert. Die hierbei zur Anwendung gekommenen Grundsätze bezweckten, diesem Feldgeschütz, hier ist der 4-Pfünder gemeint, eine möglichst große Trefffähigkeit, Leichtigkeit der Bedienung und Manövrierfähigkeit zu geben, diese führte zu der Überlegung, diese Grundsätze auch auf den 6-Pfünder zu übertragen. Als Resultat dieser Überlegungen wurden an den Lafetten folgende Änderungen vorgenommen:

Im Gegensatz zu der Ausführung von 1861 waren die Lafettenwände oben und unten gerade. Sie hatten keine Ausschnitte für die Achslagerung bzw. Richtwellenlagerung. Es bestand lediglich noch eine Auskehlung für die Schildzapfenlagerung. Die Achse war bei dieser Ausführung aus Gussstahl gefertigt. Der Fortfall des Achsfutters wurde durch zwei seitlich angebrachte Mitnehmer kompensiert. Die ursprünglichen Holzräder wurden durch sogenannte Thonet’sche Räder ersetzt. Als Richtmaschine wurde die sogenannte Richter’sche Richtmaschine verwendet. Entgegen der ursprünglichen Anordnung von 1861 wurde die Richtwellenlagerung nicht auf den Lafettenwänden, sondern im freien Raum dazwischen angeordnet. Außerdem wurden zwei sogenannte Achssitze angebracht und als letzte wesentliche Änderung wurde der Achskasten durch einen Lafettenkasten ersetzt. An der Lafette war in einem sogenannten Kartätschfutteral eine zusätzliche Kartätsche angebracht.

### Protze
Als Protze wurde weiter die ursprüngliche Protze C/56/61 verwendet. Es handelte sich hierbei um eine Kastenprotze. Es wurden jetzt hierbei auch gussstählerne Achsen und Thonet’sche Räder verwendet. Der Protzkasten wurde bereits 1864 mit der Einführung der 6-Pfünder-Feldkanone C/64 den geänderten Bedürfnissen angepasst. Eine weitere Änderung erfolgte 1866/67 durch den Wegfall der Feld-Schrapnells und mit der erneuten Einführung von Feld-Schrapnells 1870 wurde der Protzkasten noch einmal geändert. Mit den Änderungen in der Munitionsausstattung wurde jedes Mal die Bestückung der Protze geändert.
| Bestückung der Protze für den Zeitraum                  | Bestückung der Protze für den Zeitraum | Bestückung der Protze für den Zeitraum |
| ------------------------------------------------------- | -------------------------------------- | -------------------------------------- |
|                                                         | zwischen 1866 und 1870                 | nach 1870                              |
| Granate mit Bolzenkapsel und Mundlochschraube           | 27                                     |                                        |
| Granate mit Bolzenkapsel, Mundlochschraube, Nadelbolzen |                                        | 24                                     |
| Brandgranate                                            | 3                                      |                                        |
| Schrapnell mit Zündermodul ohne Bolzenschraube          |                                        | 6                                      |
| Kartätsche                                              | 3                                      | 3                                      |
| Kartusche 1,2 Pfund mit Pressspanboden                  | 36                                     | 36                                     |
| Kartusche 0,5 Pfund ohne Pressspanboden                 | 8                                      |                                        |
| Kartusche 0,5 Pfund ohne Pressspanboden                 | 7                                      |                                        |
| Pressspanboden                                          | 12                                     |                                        |
| Zündschraube (Az)                                       | 50                                     | 32                                     |
| Vorstecker (Az)                                         | 50                                     | 32                                     |
| Nadelbolzen (Az)                                        | 33                                     |                                        |
| Bolzenkapsel (Az)                                       | 3                                      |                                        |
| Mundlochschraube (Az)                                   | 3                                      |                                        |
| Bolzenschraube (Bz)                                     |                                        | 8                                      |

Auf der Protze konnten bei der fahrenden Batterie drei Kanoniere Platz nehmen. Die Verbindung zwischen Lafette und Protze erfolgte nach dem Balanciersystem. Der Lenkungswinkel betrug 87°.

## Technische Daten
- 1 preußischer Fuß (Kurzzeichen ′)= 12 Zoll = 31,385 cm.
- 1 preußischer Zoll (Kurzzeichen ″) = 100/100 = 2,6154 cm
- 1 Pfund = 30 Lot = 500 g

### Rohr
- Kaliber: 3,5″ = 9,15 cm
- Rohrlänge: 78″ = 2,04 m
- Länge des gezogenen Teils:. 59″ = 154,30 cm
- Länge des Übergangskonus: 2″ = 5,25 cm
- Länge des Ladungsraumes: 7,7″ = 20,15 cm
- Durchmesser der Seele im Ladungsraum: 3,66″ = 9,6 cm
- Gewicht ohne Verschluss ca. 409 kg
- Gewicht inkl. Verschluss ca. 433 kg[12]

### Lafette
- lichter Abstand zwischen den Lafettenwänden: 9,05″ = 23,67 cm
- Lagerhöhe: 3′ 7,20″ = 113 cm[13]
- Höhenrichtbereich: -7/14°
- Raddurchmesser mit Radreifen: 59,2″ = 154,8 cm
- Gewicht der Lafettenräder: ca. 187 kg
- Gleisbreite: 153 cm
- Gewicht der leeren Lafette: ca. 520 kg
- Gewicht der ausgerüsteten Lafette: ca. 1015 kg

### Protze
- Raddurchmesser mit Radreifen: 47,2″ = 123,5 cm
- Gewicht der Protzräder: 156,5 kg
- Gleisbreite: 153 cm
- Gewicht der leeren Protze: ca. 460 kg
- Gewicht der ausgerüsteten Protze mit 33 Schuss Munition: ca. 820 kg

### Geschütz
- Gewicht des Geschützes: ca. 1835 kg
- Gewicht des Geschützes mit aufgesessener Mannschaft ca. 2210 kg
- Personalbedarf:
  - 1 Geschützführer (war beritten)
  - 6 Feldkanoniere (5 fuhren auf dem Geschütz, 1 Feldkanonier folgte dem Geschütz zu Fuß).
  - 2 Fahrkanoniere (ritten auf den Sattelpferden)
- Bespannung:
  - 6 Pferde

## Munition
Bei der Munition muss zwischen zwei Perioden unterschieden werden. Einmal für den Zeitraum zwischen 1867 und 1870 und zum anderen für die Zeit nach 1870. Die Differenzierung wird bedingt durch die um 1870 erfolgte Wiedereinführung des Schrapnells in der preußischen Feldartillerie.
- Granate: Gewicht: 6,9 kg; bestehend aus dem Eisenkern, Länge ca. 18,3 cm und einem Gewicht von ca. 3,75 kg, dem dicken Weichblechmantel, Gewicht ca. 3,75 kg, der Sprengladung von 15 Lot (ca. 250 g) und dem Perkussionszünder C/61 (Neumann´scher Perkussionszünder). Der Zünder bestand aus folgenden Einzelteilen: der Bolzenkapsel, dem Nadelbolzen, der Mundlochschraube, der Zündschraube und dem Vorstecker. Eine genaue Beschreibung findet man in dem Artikel 6-Pfünder-Feldkanone C/61. Von den vorstehend genannten Bestandteilen wurde die Bolzenkapsel und die Mundlochschraube bereits bei der Granatfertigung montiert. Die Nadelbolzen wurden erst im Mobilmachungsfall dem Bestand der Protze entnommen und in die Granaten eingesetzt. Erst unmittelbar vor dem Einsetzen der Granaten in das Rohr wurde diese durch das Einstecken des Vorsteckers und dem anschließendem Einschrauben der Zündschrauben durch die Geschützführer scharfgestellt. 1870 wurde de Fertigungsablauf geändert und auch die Nadelbolzen bereits bei der Fertigung mit montiert.
- Brandgranate: Gewicht: 7,0 kg; bestehend aus dem Eisenkern mit dickem Weichblechmantel, der Sprengladung von 12 Lot (ca. 200 g) sowie 6 Brander und dem Perkussionszünder C/61.
- Kartätsche (Spielraum-Kartätsche[14] Gewicht: 5,25 kg; bestehend aus einer Büchse aus einem 0,8 mm starken verzinnten Eisenblech, Länge 21 cm und einem Durchmesser von 8,93 cm, welche oben und unten durch einen sogenannten Treibspiegel, Stärke 1,6 cm verschlossen war. Sie war gefüllt mit 41 Zinnkugeln, Kugelgewicht 5 Lot (ca. 83,5 g). In der Mantelmitte der Büchse war eine Zentrierwulst mit einem Durchmesser von 9,3 cm angebracht.
- Schrapnell (Röhrenschrapnell C/70[15]): Gewicht ca. 7,4 kg, bestehend aus einem Eisenkern, Länge ca. 16,7 cm mit einem dünnen aufgelöteten Weichblechmantel, Gewicht ca. 3,05 kg. Dieser war gefüllt mit 180 Kavalleriekugeln (Bleikugeln), Kugelgewicht 1 Lot (ca. 16,7 g). Die Kugeln waren in dem Geschoss durch einen Schwefeleinguss so fixiert, dass in der Geschossachse eine röhrenförmige Kammer entstand, in welcher sich die in einer Messinghülse befindliche Sprengladung, Gewicht: 1 lot = 16,7 g eingebracht werden konnte. Als Zünder wurde der Feldschrapnellzünder C/70 verwendet. Der Zünder bestand aus dem Zündermodul und der Bolzenschraube. Das Zündermodul (Grundkörper) wurde bereits bei der Fertigung in die Schrapnells eingebracht. Das Einsetzen der Bolzenschraube und das Tempieren des Zünders erfolgte erst unmittelbar vor dem Einsetzen der Schrapnells in das Rohr durch den Geschützführer.

Anmerkung: Aufgrund der geringen Transportfähigkeit des 1861 von Richter konstruieren Brennzünders (Zeitzünder) hatte man zu diesem Zeitpunkt (1861) in Preußen die Schrapnells mit dem Perkussionszünder C/61 ausgerüstet. Da diese Lösung in der Praxis unbefriedigend war, wurde 1866 die Verwendung von Schrapnells in der preußischen Feldartillerie eingestellt. Erst mit einem durch den Art.-Hauptmann Lancelle verbesserten Modell des Richter´schen Ringbrennzünders, bezeichnet als Feldschrapnellzünder C/70 wurden 1870 auch der Feldartillerie Schrapnells zur Verfügung gestellt. Im Deutsch-Französischen Krieg 1870/71 spielten sie noch keine große Rolle.
- Ladung: Die gewöhnliche Gebrauchsladung bestand aus 0,6 kg preußisches Geschützpulver in einer Kropfkartusche mit dem angeleimten Pressspanboden. Für den Bogenschuss standen zusätzliche Kartuschen mit einem Gewicht von 0,5 und 0,3 Pfund zur Verfügung. Diese waren jedoch ohne Pressspanboden gefertigt. Nach der Wiedereinführung des Schrapnells 1870 wurde die Verwendung des hohen Bogenschusses eingestellt und diese beiden Kartuschen schieden in der Feldartillerie aus.
- Zündung: Oberzündung durch Schlagröhre
- Anfangsgeschwindigkeit Vo[16]
  - Mit der Granate: 322 m/s
  - Mit dem Schrapnell C/70: 313 m/s[17][18]

## Reichweite (Gebrauchsreichweite)
- Granatschuss: Der Wirkungsbereich wurde beim 6-Pfünder bis auf 3800 m angenommen. In der Regel war die Anwendung des Granatschusses auf Entfernungen von über 1500 m zu vermeiden. Man konnte im Allgemeinen eine angemessene Wirkung erzielen:
  - Gegen mit Truppen gefüllte Ortschaften bis 3800 m.
  - Gegen große Truppenmassen bis auf 2500 m.
  - Gegen kleinere geschlossene, in der Tiefe gestaffelte Einheiten nicht über 2000 m.
  - Im Kampf Batterie gegen Batterie bis ca. 1200 m.
  - Zur Bekämpfung verdeckt aufgestellter Truppen wurde der sogenannte Bogenschuss eingesetzt[19]. Mit der Ladung von 0,5 Pfund auf einer Entfernung von 1000 bis 2000 Schritte (ca. 750–1500 m) und der Ladung von 0,3 Pfund auf eine Entfernung von ca. 600–1200 Schritte (450–900 m).
- Schrapnell: Der Wirkungsbereich des Schrapnells war durch die Brennzeit des Ringzünders begrenzt und lag zwischen ca. 200 und 2000 m.[20] Das Schrapnell wurde im Allgemeinen eingesetzt.
  - Gegen sehr große, dicht aufgestellte Truppen bis 2000 m.
  - Gegen einzelne Bataillone in Kolonnenaufstellung bis ca. 12–1500 m.
- Kartätsche: Wurde nur im Nahkampf auf eine Entfernung bis ca. 600 Schritte (ca. 450 m) mit Erfolg eingesetzt.[21]